# Khalid Khannouchi
Khalid Khannouchi (Meknes, 22 december 1971) is een Marokkaans-Amerikaans atleet, die sinds 2000 voor de Verenigde Staten loopt.

## Loopbaan
Khannouchi brak op 24 oktober 1999 het wereldrecord op de marathon tijdens de Chicago Marathon in een tijd van 2:05.42. Drie jaar later, op 14 april 2002 brak hij zijn eigen wereldrecord opnieuw. Hij liep de marathon van Londen in 2:05.38. Khannouchi was de eerste marathonloper die onder de 2:06.00 finishte.
Khalid Khannouchi vestigde zich in 1992 in New York en trouwde in 1996 met de Amerikaanse Sandra Inoa, die zijn trainer werd. Sinds 2 mei 2000 draagt hij het Amerikaanse staatsburgerschap.
Op 4 december 2005 maakte Khannouchi, na een periode van blessureleed, een voorzichtige comeback bij de 15 km lange Montferland Run te 's-Heerenberg. In zijn eerste en enige wedstrijd in Nederland finishte hij als twaalfde in een tijd van 46.16. Een half jaar later werd hij vierde in de marathon van Londen.

## Persoonlijke records
| Onderdeel      | Prestatie           | Datum             | Plaats       |
| -------------- | ------------------- | ----------------- | ------------ |
| 5000 m         | 13.44,39            | 1992              |              |
| 10 km          | 27.45               | 4 juli 1999       | Atlanta      |
| 15 km          | 42.57               | 12 juli 1998      | Utica        |
| 20 km          | 57.37 (NR)          | 7 september 1998  | New Haven    |
| halve marathon | 1:00.27             | 28 september 1997 | Philadelphia |
| 25 km          | 1:14.13 (AR)        | 10 oktober 2004   | Chicago      |
| 30 km          | 1:29.01             | 14 april 2002     | Londen       |
| marathon       | 2:05.38 (AR, ex-WR) | 14 april 2002     | Londen       |

## Palmares

### 5000 m
- 1993:  World University Games - 14.05,33

### 5 km
- 1993:  Festival of Races in Syracuse - 14.04
- 1993: 5e Harvard Health Downtown in Providence - 13.45
- 1993:  Northwest Buffalo Community Centre Run - 14.27
- 1994:  Cassio Pro Bowl Championship Run in Honolulu - 14.18
- 1994:  Syracuse Festival of Races - 14.27
- 1995:  NDI Foods/Denny's Grand Slam in Syracuse - 13.57
- 1995:  Harvard Health Downtown in Providence - 13.39
- 1996:  Run for the Pies in Jacksonville - 14.01
- 1996:  Chris Thater Memorial in Binghamton - 13.41
- 1996:  Harvard Pilgrim in Providence - 13.50
- 1997:  Harvard Pilgrim in Providence - 13.24
- 1998:  Carlsbad - 13.28
- 1998:  Home Depot Bastille Day in Chicago - 14.03
- 1998:  Harvard Pilgrim in Providence - 13.27
- 1999:  Arthur Andersen Bastille Day in Chicago - 13.38
- 2000: 4e Syracuse Festival of Races - 13.58

### 10 km
- 1993:  New Times Connecticut Classic in Danbury - 29.46
- 1994:  VP Fair in St Louis - 28.55
- 1994:  News-Times Connecticut Classic in Danbury - 29.25
- 1994:  Great Cow Harbor Run in Northport - 28.49
- 1995:  People's Bank/St Patrick's Day in Holyoke - 29.37
- 1995:  News Times Connecticut Classic in Danbury - 28.57
- 1996:  Reebok Columbus Centre in Toronto - 29.38
- 1996:  98Q City Center Road Race in Danbury - 28.24
- 1996:  US 10K Classic in Atlanta - 29.41
- 1997:  Azalea Trail Run in Mobile - 28.11
- 1997:  Cooper River Bridge Run in Charleston - 28.14
- 1997:  Sallie Mae in Washington - 28.07
- 1997:  RevCo-Cleveland - 28.27
- 1997:  Orange Classic in Middletown - 29.21
- 1997:  Peachtree Road Race in Atlanta - 27.58
- 1997:  Clarksburg - 28.32
- 1997:  US Classic in Atlanta - 29.04
- 1998:  CVS Cleveland - 28.31
- 1998:  Peachtree Road Race in Atlanta - 27.47
- 1999:  Peachtree Road Race in Atlanta - 27.45
- 1999:  Peoples Heritage Beach to Beacon in Cape Elizabeth - 27.48
- 2000:  World's Best in San Juan - 28.35
- 2000: 5e Peoples Heritage Beach to Beacon in Cape Elizabeth - 28.39
- 2001:  World's Best in San Juan - 28.28
- 2001:  Abraham Rosa in Tao Baja - 29.36
- 2004:  Bellin Run in Green Bay - 29.23

### 15 km
- 1996:  Utica Boilermaker - 43.11
- 1996:  Tulsa Run - 43.00
- 1998:  Utica Boilermaker - 42.57
- 2005: 12e Montferland Run - 46.16

### 20 km
- 1998:  New Haven Road Race - 57.37

### halve marathon
- 1995:  halve marathon van Juncos - 1:05.24
- 1996:  halve marathon van Coamo - 1:03.51
- 1997:  halve marathon van Coamo - 1:03.10
- 1997:  halve marathon van Coban - 1:04.30
- 1997:  halve marathon van Philadelphia - 1:00.27
- 1998:  halve marathon van Milaan - 1:01.20
- 1999:  halve marathon van Coamo - 1:03.24
- 1999:  halve marathon van Philadelphia - 1:00.47
- 2000:  halve marathon van Coamo - 1:05.01
- 2000:  halve marathon van Philadelphia - 1:01.17
- 2000:  halve marathon van Lissabon - 1:00.28 (downhill)
- 2002:  halve marathon van Coamo - 1:03.38
- 2002:  halve marathon van Kyōto - 1:02.16
- 2002: 4e halve marathon van Philadelphia - 1:03.18
- 2003:  halve marathon van Coamo - 1:05.07
- 2003:  halve marathon van Kyōto - 1:02.15
- 2004:  halve marathon van Philadelphia - 1:01.20,7
- 2007:  halve marathon van Incheon - 1:04.58

### marathon
- 1997:  Chicago Marathon in 2:07.10
- 1998:  Chicago Marathon in 2:07.19
- 1999:  Chicago Marathon in 2:05.42 (ex-WR)
- 2000:  Chicago Marathon in 2:07.01
- 2000:  London Marathon in 2:08.36
- 2002:  London Marathon in 2:05.38 (ex-WR, AR)
- 2002:  Chicago Marathon in 2:05.56
- 2004: 5e Chicago Marathon in 2:08.44
- 2006: 4e London Marathon in 2:07.04
- 2007: 4e New York City Marathon - 2:12.33,4

## Onderscheidingen
- Abebe Bikila Award - 2000